# Geudumbak
Geudumbak is een bestuurslaag in het regentschap Aceh Utara van de provincie Atjeh, Indonesië. Geudumbak telt 1348 inwoners (volkstelling 2010).